# Inventing the Abbotts
 Inventing the Abbotts és una pel·lícula estatunidenca dirigida per Pat O'connor estrenada el 1997.

## Argument
Doug Holt té quinze anys. Viu amb una mare institutriu i Jacey, el seu germà gran. Doug és un vell amic de Pamela Abbott, la filla d'una de les majors fortunes de la ciutat. Quant a Jacey, decideix muntar el seu propi negoci amb la molt rebel Eleanor Abbott amb l'objectiu de pujar a l'escala social. Però el Sr. Abbott, el patriarca, veu això amb mals ulls.

## Repartiment
- Joaquin Phoenix: Doug Holt
- Billy Crudup: Jacey Holt
- Liv Tyler: Pamela Abbott
- Jennifer Connelly: Eleanor Abbott
- Will Patton: Lloyd Abbott
- Kathy Baker: Helen Holt
- Joanna Going: Alice Abbott
- Barbara Williams: Joan Abbott
- Alessandro Nivola: Peter Vanlaningham
- Michael Keaton: el narrador/Doug, gran